# Pave Callistus 3.
Callistus 3. også Calixtus 3. (født Alfonso de Borja 31. december 1378  i La Torreta, som da var del af Canals i Valencia men da i Señorío de Torre de Canals, død 6. august 1458 i Rom) var Den katolske kirkes pave fra 8. april 1455 til sin død.

## Liv og virke
Han blev døbt i Xàtiva ved Valencia i Spanien og tilhørte Borgia-familien. Efter en karriere som juraprofessor i Lleida og som diplomat for kongerne af Aragon blev han ved konsistoriet maj 1444 ophøjet til kardinal af pave Eugenius 4. efter at have forsonet paven med Alfonso 5. af Aragon.
I 1455 blev han valgt til pave. Han var da 77 år gammel, hvilket i middelalderen var en meget høj alder. Han skal være blevet valgt som en kompromiskandidat, fordi han var ubeslutsom og inkompetent og dermed ville komme til at overlade kontrollen til kardinalerne. Hans store projekt som pave var at igangsætte et korstog mod tyrkerne, som havde erobret Konstantinopel i 1453, men han formåede ikke at samle støtte blandt kristne fyrster.
Hans udnævnelse af to nevøer til kardinaler regnes som et godt eksempel på nepotismen, som var almindelig ved pavestolen i middelalderen. Den ene af dem, Rodrigo Borgia, blev senere pave under navnet Alexander VI. Den anden var Luis Julian de Milà.
Callistus 3. beordrede en ny retssag for Jeanne d'Arc, hvor hun posthumt blev frikendt.
En kendt historie om Callistus, som først dukkede op i en biografi fra 1475, og som blev videre udpenslet af Pierre-Simon Laplace tre hundrede år senere, fortæller, at han i 1456 ekskommunikerede Halleys komet fordi den blev anset som et dårlig varsel for de kristne forsvarere af Beograd. Der findes ingen primære kilder, som støtter dette, og hans bulle fra juni 1456, hvor han beder folket om at bede for kampen mod tyrkerne, nævner ikke kometen. Et andet forhold er, at for at blive ekskommunikeret fra den katolske kirke er det nok en forudsætning, at man i udgangspunktet har en menneskelig sjæl og er døbt medlem af kirken.
Han døde den 6. august 1458 i Rom og blev gravlagt i Peterskirken. I 1610 blev hans legeme flyttet til den spanske nationalkirke i Rom, Santa Maria de Monserrato degli Spagnoli.